# Escut i bandera de l'Alt Empordà
L'escut oficial de l'Alt Empordà té el següent blasonament: Escut caironat: faixat d'or i de gules; la bordura componada d'or i de gules. Per timbre una corona mural de comarca. Va ser aprovat l'1 de setembre de 2008. El faixat d'or i de gules són les armes del comtat d'Empúries, el territori del qual (amb capital a Castelló d'Empúries) abraçava gran part de l'Alt Empordà. La bordura al·ludeix als quatre pals de l'escut de Catalunya.
La bandera oficial de l'Alt Empordà té el següent blasonament: Bandera apaïsada, de proporcions dos d'alt per tres de llarg, amb sis faixes alternades, tres de grogues i tres de vermelles; tot el conjunt emmarcat per una bordura de trenta-sis peces quadrades, grogues i vermelles. Va ser aprovada en el ple del Consell Comarcal de l'1 d'octubre de 2001, i publicat en el DOGC el 4 de gener de 2002.